# 貝塞爾 (佛羅里達州)
貝塞爾（英語：Bethel）是位於美國佛羅里達州沃庫拉縣的一個非建制地區。該地的面積和人口皆未知。

## 地理
貝塞爾的座標為30°15′28″N 84°19′27″W / 30.25778°N 84.32417°W，而該地的平均海拔高度為6米（即20英尺）。